# Trunnenmoor
Das Trunnenmoor ist ein Moor nordöstlich des Burgwedeler Ortsteils Kleinburgwedel in Niedersachsen.
1974 wurden 171 ha des Moors als Naturschutzgebiet ausgewiesen. Grund war der botanische Reichtum insbesondere durch Gagelstrauch (Myrica gale), Lungenenzian (Gentiana pneumonanthe) und Torfmoos-Knabenkraut (Dactylorhiza sphagnicola). Mehr als 30 kleine Gewässer sind überwiegend Hinterlassenschaften des bäuerlichen Torfstichs.

## Gefährdete Arten
Zwischen 1982 und 1984 wurde das Naturschutzgebiet intensiv begangen und vor allem auf das Vorkommen von Libellen hin untersucht. Es konnten 26 Arten nachgewiesen werden, die in der Roten Liste Niedersachsen wie folgt eingestuft werden:
Stark gefährdet
Glänzende Binsenjungfer (Lestes dryas)
Gefährdet
| - Gebänderte Prachtlibelle (Calopteryx splendens) - Kleine Mosaikjungfer (Brachytron pratense) | - Gebänderte Heidelibelle (Sympetrum pedemontanum) - Kleine Moosjungfer (Leucorrhinia dubia) - Nordische Moosjungfer (Leucorrhinia rubicunda) |

Nicht gefährdet

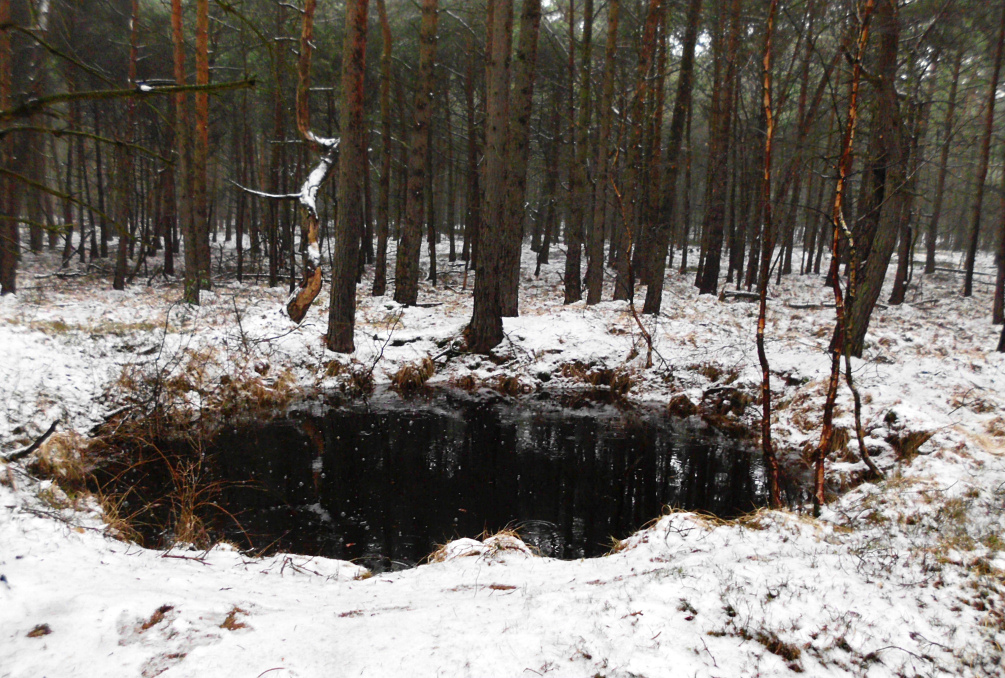
Mit Wasser voll gelaufenes Torfstichloch

| - Gemeine Binsenjungfer (Lestes sponsa) - Frühe Adonislibelle (Pyrrhosoma nymphula) - Weidenjungfer (Lestes viridis) - Große Pechlibelle (Ischnura elegans) - Becher-Azurjungfer (Enallagma cyathigerum) - Hufeisen-Azurjungfer (Coenagrion puella) - Fledermaus-Azurjungfer (Coenagrion pulchellum) - Großes Granatauge (Erythromma najas) - Blaugrüne Mosaikjungfer (Aeshna cyanea) | - Braune Mosaikjungfer (Aeshna grandis) - Große Königslibelle (Anax imperator) - Gemeine Smaragdlibelle (Cordulia aenea) - Glänzende Smaragdlibelle (Somatochlora metallica) - Vierfleck (Libellula quadrimaculata) - Großer Blaupfeil (Orthetrum cancellatum) - Gemeine Heidelibelle (Sympetrum vulgatum) - Gefleckte Heidelibelle (Sympetrum flaveolum) - Blutrote Heidelibelle (Sympetrum sanguineum) - Schwarze Heidelibelle (Sympetrum danae) |